# Карл фон Гогенварт
Карл Зіґмунт фон Гогенварт (нім. Karl Sigmund Graf von Hohenwart; *12 лютого 1824, Відень, Австрійська імперія — †29 квітня 1899, Відень, Австро-Угорщина) — австро-угорський державний діяч, в 1871 заміщав посаду міністр-президента Цислейтанії. Граф.

## Ранні роки
Син графа Андреаса фон Гогенварта, племінник і спадкоємець багатого краінской дворянина, графа Франца Йозефа Ґаннібала фон Гогенварта (1771—1844). Внучатий племінник Сигізмунда Антона фон Гогенварта, архієпископа Відня.
У різні роки був головою адміністрації комітату Фіуме, намісником (ландшефом) Каринтії, штатгальтером Верхньої Австрії.
Був лідером впливової консервативної політичної групи прихильників федералізації країни. Вважав, що, що федералізм на основі рівності національностей і примирення німців зі слов'янами є єдиним способом зберегти імперію. При цьому компроміс Гогенварт мислив як досягнення домовленості між вищим дворянством Австрії і національних регіонів, виводячи таким чином за дужки широкі маси населення.

## Формування і перші кроки уряду
У 1871 несподівано для багатьох очолив уряд, в який увійшли також: відомий економіст Альберт Шеффле (міністр землеробства і міністр торгівлі) та чеський просвітитель Йосиф Їречек (міністр культури і освіти). Поляк Казимир фон Грохольський (офіційно — міністр без портфеля) став урядовим уповноваженим у справах Галичини. Уряд заявив, що є «безпартійним». Крім того, було зроблено заяву, що своєю місією кабінет бачить досягнення національного примирення.
Після прийняття Закону про бюджет на 1871, Гогенварт розпустив Рейхсрат і регіональні парламенти, оголосив про проведення нових виборів. Глава уряду вважав, що має достатній вплив на великих землевласників і зможе збільшити присутність в легіслатурах федералістів-консерваторів. Таким чином Гогенварт готував ґрунт для реалізації свого головного політичного проекту — федералізації.

## Підготовка угоди з чехами
Альберт Шеффле за дорученням уряду вступив в таємні переговори з чеською дворянською верхівкою і досяг угоди, яка була формалізована в двох документах — «Фундаментальних статтях» і «Законі про національності».

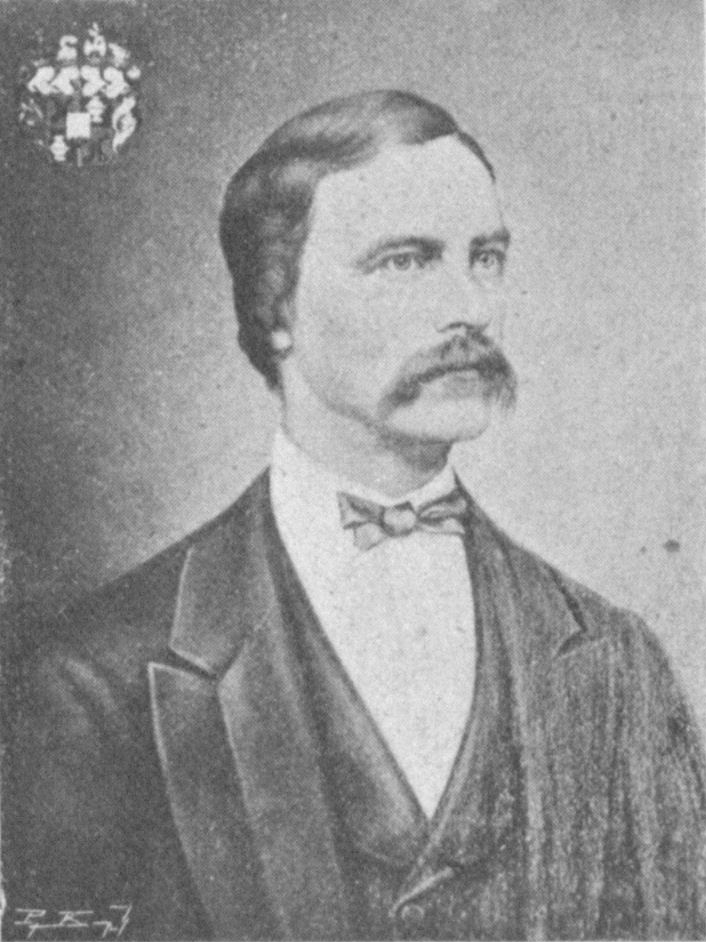
Карл Зіґмунт фон Гогенварт

«Фундаментальні Статті» припускали проведення в Богемії конституційної реформи і встановлення федеративних відносин цієї землі з Австрією. По-перше, «Фундаментальні Статті» підтверджували умови Австро-угорської угоди 1867. По-друге, передбачалося створення спеціального представництва Богемії в австрійському парламенті. Сам австрійський парламент був би переформатований і став би зібранням представників кількох коронних земель. Він мав би займатися економічними, військовими і міжнародними справами. По-третє, Палату панів (Heerenhaus) мав замінити Сенат, якому мали передати функції контролю над укладанням і виконанням міжнародних угод, вирішення конфліктів з питань юрисдикції, прийняття рішень про зміну конституційного законодавства. Питання управління внутрішньою політикою Богемії передбачалося повністю передати її парламенту.
«Закон про національності» припускав зміну адміністративно-територіального устрою і створення національно однорідних областей. Чеська і німецька повинні були стати офіційними і рівноправними мовами Богемії.
У вересня 1871 почав роботу Ландтаг Богемії нового скликання, в якому переважали чехи. В результаті німецькі депутати прийняли рішення не брати участі в роботі земельного парламенту. 12 вересня імператор Франц Йосиф видав офіційний Імперський Рескрипт з приписом богемському Ландтагу підготувати конституційну реформу. Депутати одностайно проголосували за «Фундаментальні Статті» і «Закон про національності». Передбачалося, що після того, як Франц Йосип підпише прийняті закони, він буде коронований як король Богемії.

## Реакція на проект угоди

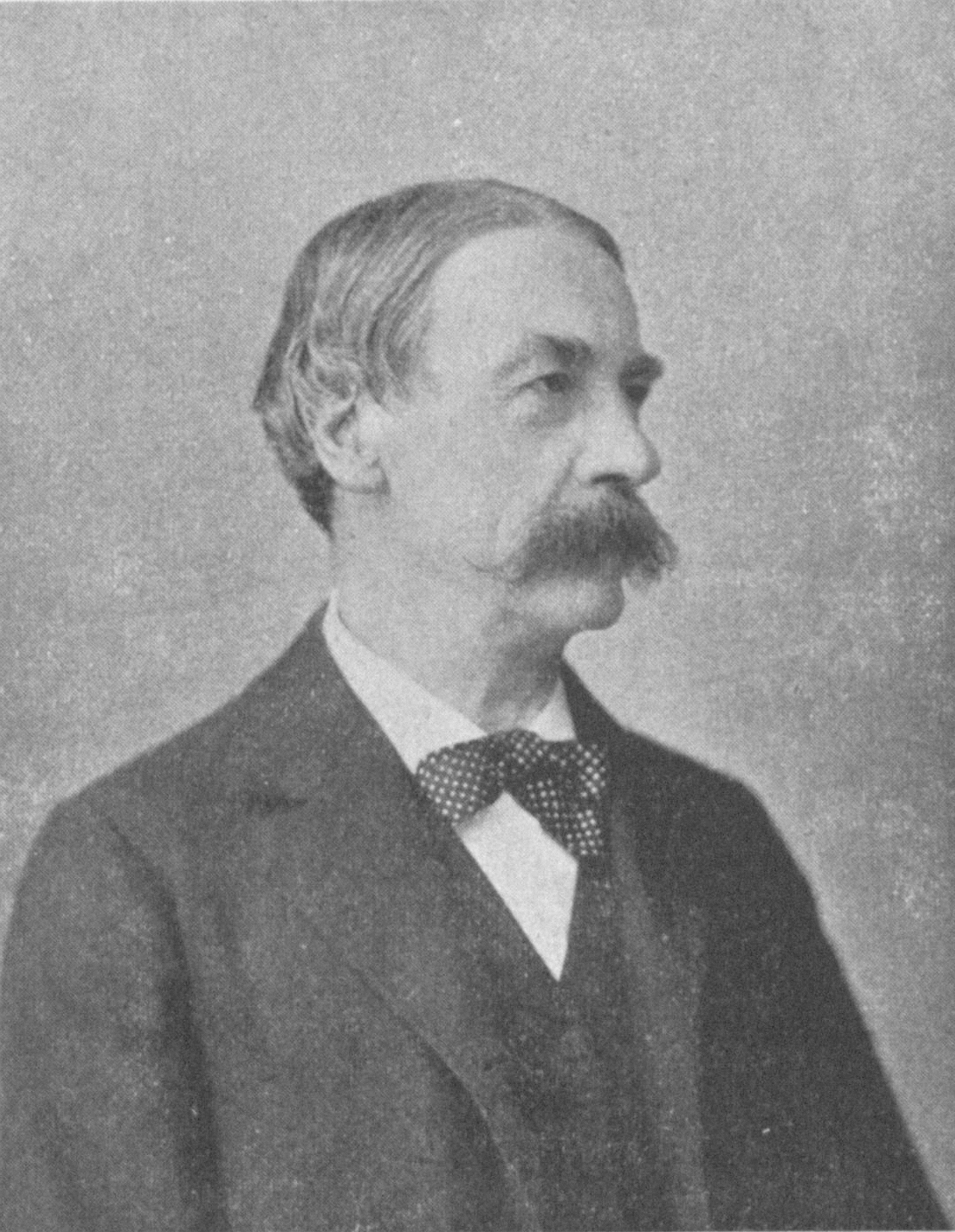
Карл Зіґмунт фон Гогенварт

Оприлюднення умов компромісу викликало масову критику, перш за все — з боку німецьких лібералів і угорців. У Богемії і Відні почалися заворушення. Одночасно проект критикувала і частина чеської громадськості: пропозицію про створення національно однорідних округів вони сприйняли як початок поділу Богемії на чеську і німецьку частини. Парламенти Моравії і Сілезії виступили проти об'єднання з богемським Ландтагом.
Найзапеклішими критиками проекту стали міністр закордонних справ Фердинанд фон Бейст і прем'єр-міністр Транслейтанії Дюла Андраші. Бейст заявив імператору, що проведення реформи призведе до формування потужної німецької опозиції і може стати приводом для втручання у внутрішні справи імперії з боку Німеччини. Андраші висловив занепокоєння, що федералізація може зробити негативний вплив на фінанси і державну стійкість Австро-Угорщини. Угорська еліта боялася, що надання автономії Богемії призведе до зниження в імперії статусу Угорщини і буде сприяти розвитку національних рухів в регіонах з неугорських населенням.
Протести з боку громадськості, думка Бейста і Андраші привели до зміни позиції імператора. 20 жовтня Франц Йосип видав новий рескрипт, який скасував дію указу від 12 вересня. Гогенварт зробив спробу досягти з чехами нової угоди, однак його пропозиції були відхилені. 27 жовтня уряд пішов у відставку — так само несподівано, як і був призначений.

## Подальша кар'єра
Після відставки Гогенварт став великим парламентським діячем. У Рейхсраті він керував консервативною «імперською партією», яка завдяки коаліції з старочехами і поляками домінувала в парламенті, був головою виконавчого комітету. Коаліція, яка отримала найменування «Залізне кільце», протягом довгих років надавала парламентську підтримку кабінету Едварда Тааффе.
У 1885 був призначений президентом Вищої рахункової палати, яким залишався до самої смерті. У 1891 заснував в Рейхсраті впливове об'єднання (Hohenwartklub), яке об'єднало богемських землевласників, німецьких клерикалів, а також представників інших народів імперії — словенців, хорватів, русинів.